# Paco Rodriguez (baseball)
Pour les articles homonymes, voir Paco Rodriguez, Steven Rodriguez et Rodriguez.
Steven Rodriguez, surnommé Paco Rodriguez et né le 16 avril 1991 à Miami, Floride, États-Unis, est un ancien lanceur de relève gaucher de la Ligue majeure de baseball.

## Carrière

### Dodgers de Los Angeles
Steven Rodriguez est d'abord repêché au 48e tour de sélection par les Astros de Houston en 2009 mais il ne signe pas avec ce club et rejoint les Gators de l'Université de Floride. Il est ensuite repêché en deuxième ronde par les Dodgers de Los Angeles en juin 2012.
Rodriguez fait ses débuts dans le baseball majeur le 9 septembre 2012 avec les Dodgers. Il effectue 11 sorties en relève dans le dernier mois de la saison régulière et n'accorde qu'un point, pour une moyenne de points mérités de 1,35 en 6 manches et deux tiers. Il encaisse cependant une défaite. 
Il savoure sa première victoire dans les majeures le 25 mai 2013 sur les Cardinals de Saint-Louis et réalise son premier sauvetage le 25 juin suivant contre les Giants de San Francisco. En 2013, Rodriguez remet une excellente moyenne de points mérités de 2,32 en 54 manches et un tiers lancées, au cours desquelles il réussit 63 retraits sur des prises. En 76 matchs, il remporte 3 victoires contre 4 défaites et réussit deux sauvetages. Il fait ses débuts en séries éliminatoires durant la Série de division entre les Dodgers et les Braves d'Atlanta mais il alloue deux points sur 4 coups sûrs et deux buts-sur-balles en seulement deux tiers de manche, puis est laissé de côté durant la Série de championnat qui suit contre Saint-Louis.

### Braves d'Atlanta
Avec le joueur de deuxième but Héctor Olivera et le lanceur droitier Zachary Bird, tous deux joueurs des ligues mineures, Rodriguez est le 30 juillet 2015 échangé aux Braves d'Atlanta en retour du lanceur gaucher Alex Wood, du lanceur droitier Bronson Arroyo, du releveur droitier Jim Johnson, du releveur gaucher Luis Avilán et du joueur d'avant-champ des ligues mineures José Peraza.